# Marmite

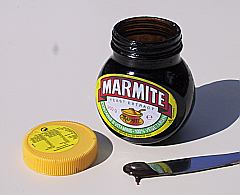
Британский «Мармайт»

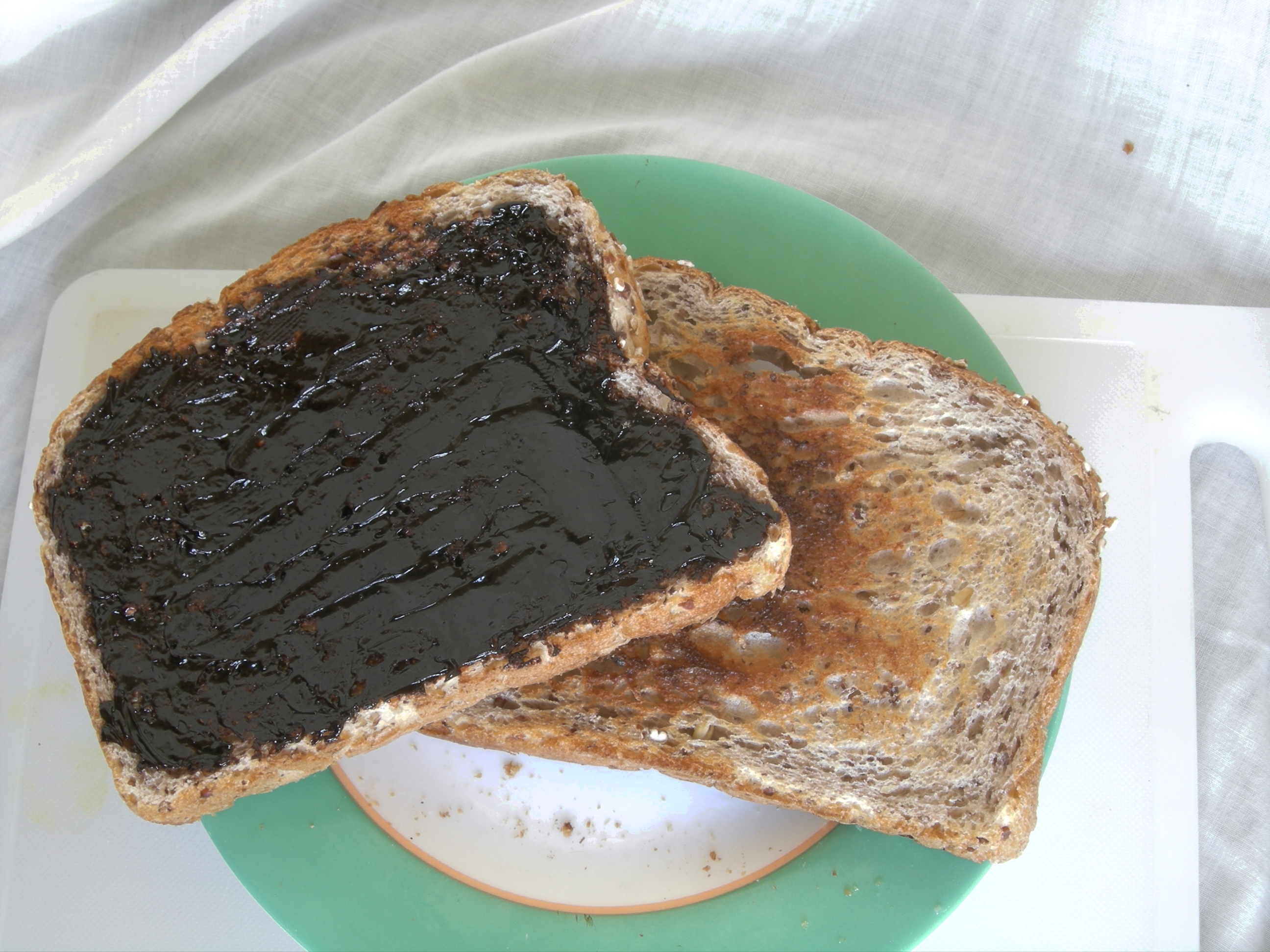
Тосты с «Мармайтом»

Мармайт (англ. Marmite [ˈmɑːmaɪt]) — торговая марка бутербродных паст, производимых в Великобритании компанией Unilever, а в Австралии и Новой Зеландии — Sanitarium Health and Wellbeing Company. «Мармайт» представляет собой коричневую пасту с ярким вкусом и запахом, паста очень солёная и насыщена «пятым вкусом» — умами. Изготавливают спред из дрожжевого экстракта с добавлением других ингредиентов. «Мармайт» является популярным продуктом для завтрака, едят его, намазывая тонким слоем на хлеб, тосты или крекеры.

## История
В 1902 году была создана компания The Marmite Food Extract Company Ltd. по производству спредов из переработанных дрожжей. В основу технологии изготовления намазок легли исследования немецкого химика Юстуса фон Либиха по экстракции дрожжей. Так как дрожжи были побочным продуктом пивоварения, завод по производству спредов разместился в городе Бертон-апон-Трент, где располагалось множество пивоварен.
Торговая марка «Мармайт» была зарегистрирована 15 ноября 1902 года. Слово «marmite» было взято из французского языка и означало «кастрюлю». Спред продавался в глиняных горшочках, изображение которых присутствует на торговом знаке, и стеклянных баночках, используемых с 1920-х годов. Популярность продукта росла, и в 1907 году был открыт новый завод в районе Камберуэл Грин в Лондоне. В 1930-х годах компания Marmite была приобретена компанией Bovril, а та в 1971 году — Cavenham Foods. В 2000 году американская компания Bestfoods, которой ранее перешли права на бренд «Мармайт», была поглощена международной компанией Unilever.

## Состав
Основным ингредиентом британского и новозеландского «Мармайта» является дрожжевой экстракт. Согласно этикетке, в британский вариант пасты помимо дрожжевого экстракта входят соль, овощной экстракт, никотиновая кислота, тиамин, экстракты специй (в том числе экстракт сельдерея), рибофлавин, фолиевая кислота, витамин B12. Питательная ценность обоих вариантов «Мармайта» в расчёте на 100 г продукта представлена в таблице.
|                             | Британский | Новозеландский |
| --------------------------- | ---------- | -------------- |
| Энергетическая ценность     | 1100 кДж   | 690 кДЖ        |
| Калорийность                | 250 ккал   | 165 ккал       |
| Белки                       | 39 г       | 17,4 г         |
| Углеводы                    | 24 г       | 16,8 г         |
| в том числе сахара          | 1 г        | 11,2 г         |
| Жиры                        | < 0,5 г    | 1 г            |
| в том числе насыщенные жиры | < 0,5 г    | 0,1 г          |
| Пищевые волокна             | 3,5 г      | 9,3 г          |
| Соль                        | 9,8 г      | н/д            |
| Натрий                      | н/д        | 3310 мг        |
| Калий                       | н/д        | 2860 мг        |
| Тиамин (B1)                 | 5,8 мг     | 11 мг          |
| Рибофлавин (B2)             | 7 мг       | 8,6 мг         |
| Никотиновая кислота (B3)    | 160 мг     | 50 мг          |
| Фолиевая кислота (B9)       | 2500 мкг   | 2000 мкг       |
| Витамин B12                 | 15 мкг     | 10 мкг         |
| Железо                      | н/д        | 36 мг          |

## Использование

### Пищевой продукт
«Мармайт» является популярным продуктом для завтрака, едят его, намазывая тонким слоем на хлеб, тосты или крекеры. «Мармайт» может быть превращён в зимний напиток добавлением одной чайной ложки на кружку горячей воды. Кроме того, его используют для заправки горячих блюд.

### В диетологии
В 1928 году британский биохимик Люси Уиллс была направлена в Индийскую медицинскую службу для работы в Бомбее. Там она занималась исследованием мегалобластной и макроцитарной анемии у беременных женщин. Люси Уиллс предположила, что заболевание связано с питанием женщин. Проведя ряд экспериментов над животными, она выяснила, что больная анемией обезьяна выздоровела, употребляя в пищу «Мармайт». Более поздние исследования показали, что паста богата витаминами группы B, в частности в ней находилась фолиевая кислота, недостаток которой и вызывал у беременных женщин анемию. «Мармайт» также применялся при лечении связанного с анемией заболевания бери-бери.

## Упаковка
Распространяемый в Австралии и Новой Зеландии «Мармайт» выпускается в пластиковых банках объёмом 250 граммов. Британский вариант сначала продавался в глиняных горшочках, а с 1920-х годов — в стеклянных банках. Согласно сайту, посвящённому британскому «Мармайту», компания Unilever производит пасту в трёх типах упаковки: обычной стеклянной (объёмом 125, 250 и 500 граммов), малой пластиковой (70 граммов) и пластиковой выжимаемой (200 и 400 граммов).

## Похожие продукты
- Веджимайт
- Cenovis